# Monika Waluś
Monika Katarzyna Waluś – polska mariolog, doktor habilitowany nauk teologicznych, pracownik naukowy Wydziału Teologicznego Uniwersytetu Kardynała Stefana Wyszyńskiego w Warszawie.

## Życiorys
Jest absolwentką Uniwersytetu Stefana Wyszyńskiego w Warszawie, Katolickiego Uniwersytetu Lubelskiego i Katolickiego Uniwersytetu Eichstätt-Ingolstadt, w 2020 r. uzyskała stopień doktora habilitowanego za pracę pt. Polska droga maryjna. Tradycja mariologiczna i maryjna XIX wieku na ziemiach polskich.
Została zatrudniona na Wydziale Teologicznym Uniwersytetu Kardynała Stefana Wyszyńskiego w Warszawie.